# Driopea nigromaculata
Driopea nigromaculata là một loài bọ cánh cứng trong họ Cerambycidae.